# Chi Bí
Chi Bí, danh pháp khoa học Cucurbita, là một chi thực vật có hoa trong họ Cucurbitaceae.

## Danh sách loài
Chi Bí gồm các loài sau:
- Cucurbita andreana
- Cucurbita argyrosperma
- Cucurbita cordata
- Cucurbita cylindrata
- Cucurbita digitata
- Cucurbita ecuadorensis
- Cucurbita ficifolia
- Cucurbita foetidissima
- Cucurbita galeottii
- Cucurbita lundelliana
- Cucurbita maxima
- Cucurbita melopepo
  - Cucurbita melopepo var. fraterna
  - Cucurbita melopepo subsp. melopepo
  - Cucurbita melopepo var. ozarkana
  - Cucurbita melopepo subsp. texana
- Cucurbita moschata
- Cucurbita okeechobeensis
  - Cucurbita okeechobeensis subsp. martinezii
  - Cucurbita okeechobeensis subsp. okeechobeensis
- Cucurbita palmata
- Cucurbita pedatifolia
- Cucurbita pepo
- Cucurbita radicans
- Cucurbita scabridifolia

## Hình ảnh

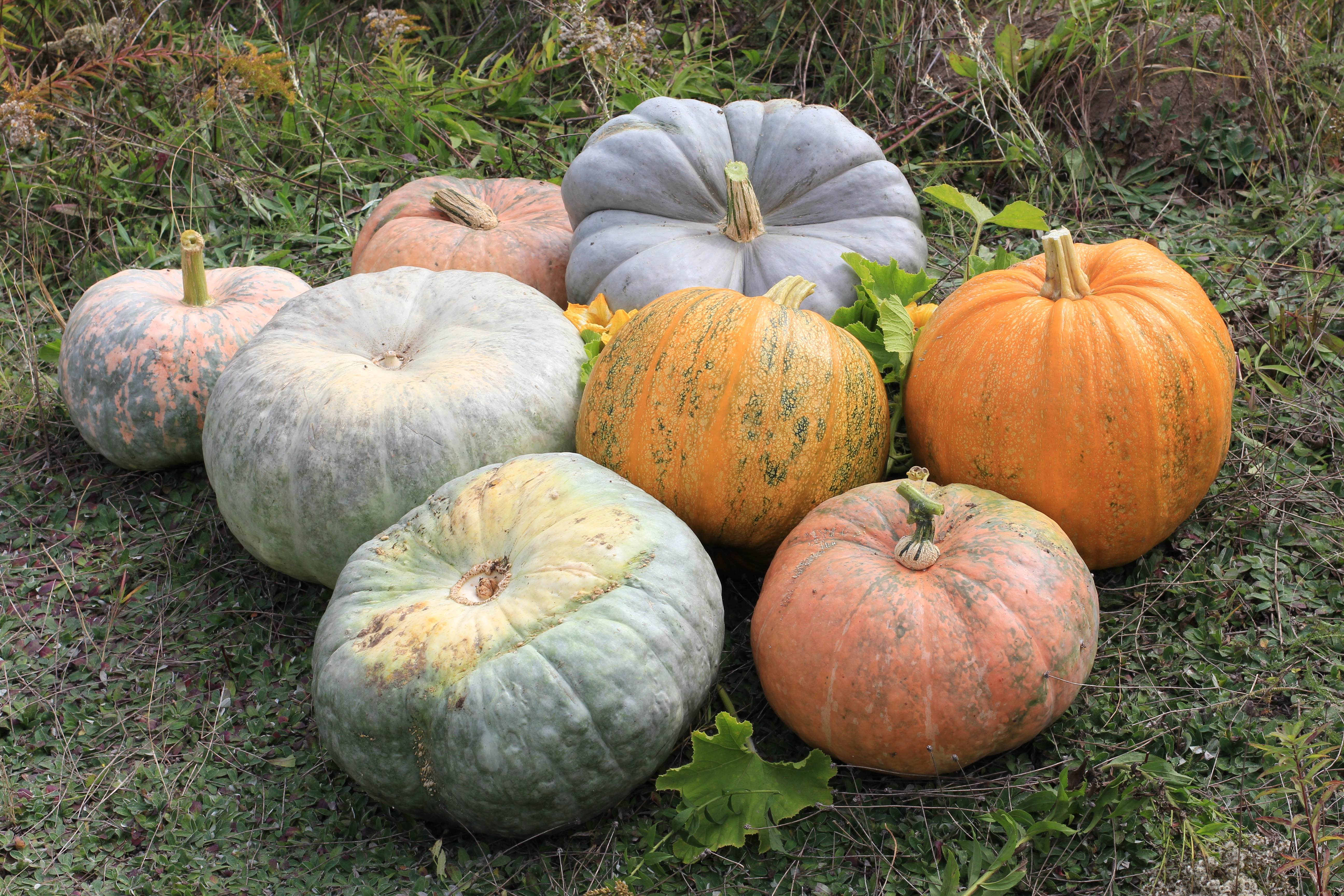
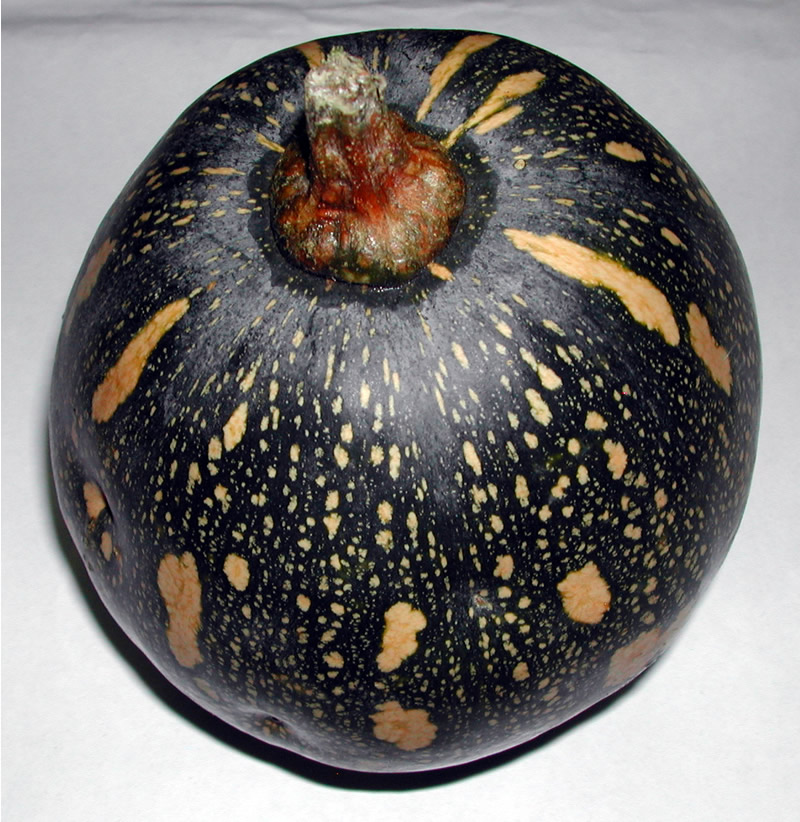
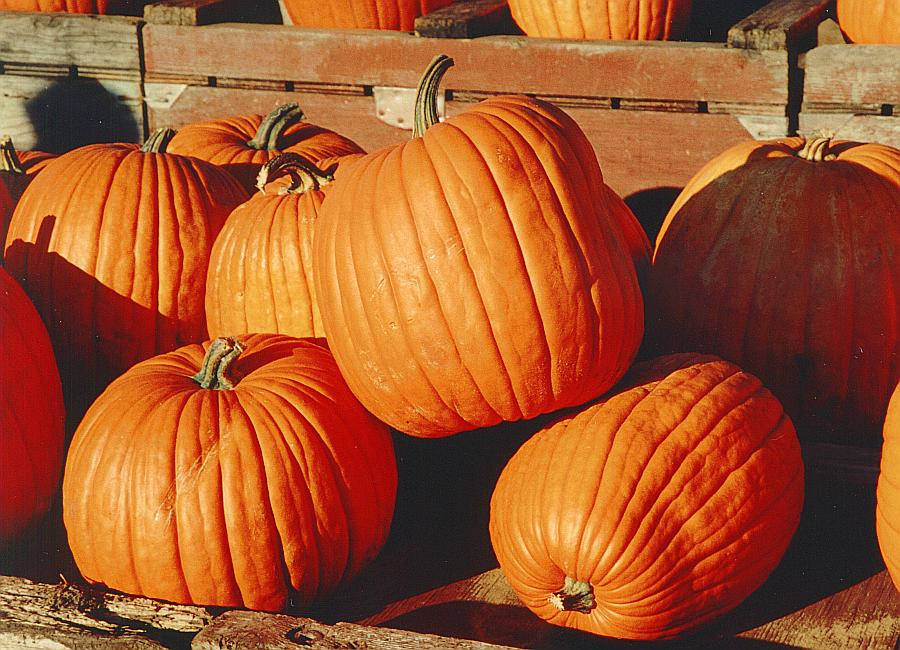
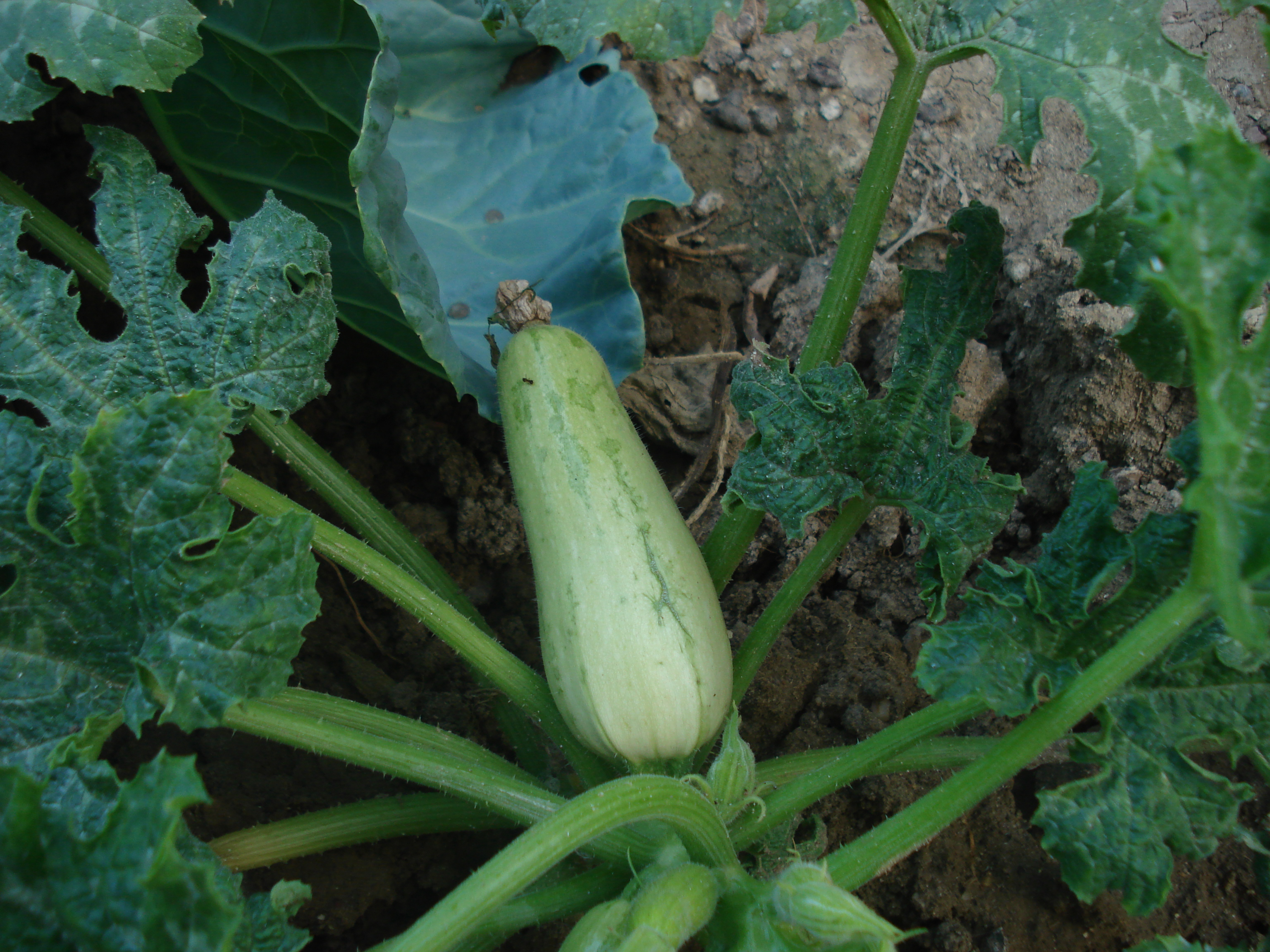